# Prosena variegata
Prosena variegata là một loài ruồi trong họ Tachinidae.